# Пламен Цолов
Пламен Стоянов Цолов е български дипломат и културен аташе за Близкия изток и Африка. Син е на анархо-комуниста Стоян Цолов и брат на фронтмена на група „Елит“ Огнян Цолов. От 2021 г. той е извънреден и пълномощен посланик на Република България в Кралство Мароко със седалище в гр. Рабат.
Пламен Цолов е роден на 10 юли 1959 г. в София. Когато на 15 октомври 1990 г. е издаден първият брой на вестник „Свободна мисъл“, който е орган на възстановената след падането на болшевишката диктатура Федерация на анархистите в България (ФАБ), пръв негов редактор е Христо Колев – Големия. Отговорни редактори през годините са Пламен Цолов, Трайчо Велчев, Георги Константинов и Георги Божилов. Вестникът се списва от редактори без хонорар.

### Авторски
- Цолов, Пламен. За общината.   София, Артиздат 5, 1991. с. 61.

### Редактор
- Цолов, Стоян. За общината.   София, ИК Шрапнел, 2007. с. 512.